# Kommission für Glauben und Kirchenverfassung
Die Kommission für Glauben und Kirchenverfassung (engl. Faith and Order Commission) ist einer der zentralen Arbeitsbereiche des Ökumenischen Rates der Kirchen (ÖRK). Sie leistet theologische Grundlagenarbeit, indem sie sich mit den Ursachen der Trennung christlicher Kirchen beschäftigt und auf die „sichtbare Einheit der Kirche“ hinarbeiten. Dabei ist das Konzept der „versöhnten Verschiedenheit“ von zentraler Bedeutung.
Die Kommission, die sich als „umfassendstes theologisches Forum der christlichen Welt“ versteht, hat 120 Mitglieder, Geistliche, Laien, Akademiker und kirchliche Verantwortliche, die von ihren jeweiligen Kirchen ernannt werden. Die römisch-katholische Kirche, die dem ÖRK nicht angehört, ist seit 1968 Vollmitglied der Kommission. Wichtigste Arbeitsmethode ist die Erarbeitung von Studien in breit angelegten Konsultations-Prozessen.

## Geschichte
Die Kommission ging hervor aus der Bewegung für Glauben und Kirchenverfassung, die zwischen von 1910 bis 1948 als einer der Vorläufer des Ökumenischen Rats der Kirchen bestand. Mit dem Ziel einer Verständigung der Kirchen über strittige Fragen der Glaubenslehren und der Kirchenverfassung wurden 1927 in Lausanne und 1937 in Edinburgh Weltkonferenzen für Glauben und Kirchenverfassung veranstaltet. Ab 1938 schloss sich die Bewegung mit der Bewegung für Praktisches Christentum zusammen, was 1948 in Amsterdam zur Gründung des ÖRK führte. Seitdem werden die Ziele der Bewegung innerhalb des ÖRK durch die Kommission für Glauben und Kirchenverfassung weiterverfolgt.
1952, auf der dritten Weltkonferenz in Lund (Schweden), gab man die vergleichende Methodik zugunsten eines theologischen Dialogverfahrens auf, das strittige Fragen von gemeinsamen biblischen und christologischen Voraussetzungen aus aufnimmt. 1963 wurde in Montréal (Kanada) die vierte Weltkonferenz und nach genau 30 Jahren die fünfte Weltkonferenz 1993 in Santiago de Compostela (Spanien) abgehalten. In die Zeit dazwischen fällt der Konsultationsprozess, der zur Lima-Erklärung (1982) führte.

## Themen und Erfolge
Seit 1910 haben sich die Bewegung für Glauben und Kirchenverfassung und später die Kommission mit einem weit gefächerten Bereich theologischer Themen befasst: Bedeutung und Praxis der Taufe; Eucharistie und Ordination; Kirche und Auffassungen von ihrer Einheit; interkonfessionelle Gemeinschaft; Heilige Schrift und Tradition; Rolle und Bedeutung der Bekenntnisse und Konfessionen; Frauenordination; der Einfluss politischer, sozialer und kultureller Faktoren auf die Bemühungen um die Einheit der Kirche.
Parallel zu diesen kontroversen Fragen hat Glauben und Kirchenverfassung zunehmend Themen aufgegriffen, die entweder alle Kirchen betreffen oder aber von grundlegender Bedeutung für den Ausdruck ihrer schon verwirklichten Gemeinschaft sind: Andacht und Spiritualität (z. B. bereitet die Kommission gemeinsam mit dem Dikasterium zur Förderung der Einheit der Christen das Material für die Gebetswoche für die Einheit der Christen vor); christliche Hoffnung heute; die Wechselwirkung zwischen bilateralen und multilateralen Gesprächen zwischen den Kirchen.
Dank der beispiellos breiten und intensiven Diskussion um die 1982 veröffentlichte Schrift Taufe, Eucharistie und Amt (Lima-Erklärung) und ihrer Rezeption ist Glaube und Kirchenverfassung einer breiteren kirchlichen Öffentlichkeit bekannt geworden. Im Laufe dieses Prozesses wurde immer deutlicher, dass die Hauptfrage hinter den Spaltungen zwischen den Christen die unterschiedliche Auffassung davon ist, was es heißt, Kirche zu sein oder die Kirche zu sein. Die Kommission hat daher seit den 1990er Jahren an einer größeren Studie zum Thema Ekklesiologie gearbeitet, die 2013 in der dritten Version als Die Kirche: Auf dem Weg zu einer gemeinsamen Vision veröffentlicht wurde.